# Laesio enormis
Unter Laesio enormis (lateinisch wörtlich „übermäßige Schädigung“, „ungeheure Verletzung“) wird im juristischen Sprachgebrauch eine außergewöhnliche, übervorteilende Verkürzung der Vertragsgerechtigkeit bezeichnet, die ihren Ursprung im römischen Recht hat. Zusammen mit dem Tatbestand der clausula rebus sic stantibus wird die laesio enormis als Vorgängerin der Anfang des 20. Jahrhunderts entwickelten Lehre vom Wegfall der Geschäftsgrundlage gesehen. 
Heute findet sie sich im Rechtsinstitut der Störung der Geschäftsgrundlage und ist in Deutschland kodifiziert in § 313 BGB.

## Historische Bedeutung
Der Begriff geht auf nach heutiger vorherrschender Auffassung auf zwei Reskripte des römischen Kaisers Diokletian aus den Jahren 285 und 293 (C. 4, 44, 2 und C. 4, 44, 8) zurück, die zunächst Einlass in die Kodizes Gregorianus und Hermogenianus fanden und später im Codex Iustinianus (aus dem Jahr 534) aufgenommen worden waren. Bis Mitte des 20. Jahrhunderts ging die überwiegende Literatur noch davon aus, dass die Übervorteilungsklausel überhaupt erst justinianischen Ursprungs gewesen sei. Die Gesetze führten Preiskontrollen zum Schutz der Bedürfnisse von Kleinbauern ein, die unter Inflations- und Steuerdruck, sich so gegen übermächtig finanzstarke Landaufkäufer zur Wehr setzen konnten. Nach Ausgestaltung dieser Preiskontrollen konnte ein Grundstückverkäufer, der für eine Sache (Ware) nicht einmal die Hälfte des Wertes bezahlt bekommen hatte, den Kaufvertrag mithilfe der Einrede der übermäßigen Übervorteilung aufheben lassen beziehungsweise die Differenz zum üblichen Preis (iustum pretium) verlangen.
Die mittelalterlichen Kanonisten kannten, einer christlich-aristotelischen beziehungsweise naturrechtlichen Gerechtigkeitsüberzeugung folgend, die Lehre vom iustum pretium, für Verkäufer und übervorteilten Käufer gleichermaßen. Die Theologen und Juristen der Schule von Salamanca konnten auch in ihren Diskussionen über die Tauschgerechtigkeit in Vertragsbeziehungen ausgiebig über den enormen Schaden diskutieren, den sie als Verletzung des Konzepts des gerechten Preises betrachteten, wie zum Beispiel Juan de Medina, Martin de Azpilcueta, Diego de Covarrubias y Leyva oder Arias Piñel. Obwohl sie den Schaden nicht als Fehler der Zustimmung ansahen, behielten sie ihn als autonomen Grund für die Annullierung des Vertrages bei. Ihre Ideen wurden dann von den Jusnaturisten aufgegriffen. Auf Christian Thomasius ist die Beschreibung der laesio enormis als Hydra zurückzuführen, die für jeden abgeschlagenen Kopf einen neuen gebiert. Unterschiedliche Wege gingen die Naturrechtskodifikationen (Preußens, Frankreichs und Österreichs).

## Moderne Bedeutung
Unter Einbezug notwendiger Anpassungen folgen die kontinentaleuropäischen Rechtsordnungen entweder dem älteren diokletianischen Modell einer objektiven Preiskontrolle, vorausgesetzt wird hier, dass ein fairer Preis gewollt war, der bei Benachteiligungen als Rechtsfolge ein Anfechtungsrecht einräumt, oder aber dem vom BGB bevorzugten Modell des Schutzes des wirtschaftlich Schwächeren vor sittenwidriger Ausbeutung. Erhebliche Missverhältnisse von Leistung und Gegenleistung erfordern hier zusätzlich ein vorwerfbares, anstößiges Verhalten des Begünstigten; die Rechtsfolge besteht regelmäßig in der Nichtigkeit des Geschäfts.

### Deutschland
Die Naturrechtskodifikation des Preußischen Allgemeinen Landrechts ließ Anfechtung aufgrund laesio enormis nur zugunsten des Käufers zu.
Das heutige deutsche Zivilrecht – geregelt im BGB – kennt keinen geschriebenen Grundsatz des Verbots der laesio enormis. Stattdessen lehnte sich der  Gesetzgeber an die freiheitsethischen Prinzipien Kants an und nahm die Effizienz des libertären Wirtschaftsverkehrs ins Kalkül, sodass dem Grundsatz eine Absage erteilt wurde. 
Ein Korrektiv setzt der Bundesgerichtshof, der in ständiger Rechtsprechung davon ausgeht, dass ein Geschäft nach § 138 Abs. 1 BGB sittenwidrig und damit nichtig ist, wenn ein auffälliges Missverhältnis zwischen dem Wert der Leistung und dem der Gegenleistung besteht. Ein solches Missverhältnis nimmt der Bundesgerichtshof an, wenn die Wertdifferenz bei 100 % liegt. Zusätzlich zu der objektiven Äquivalenzstörung verlangt der BGH aber auch subjektive Faktoren bei der vom Geschäft begünstigten Partei. Regelmäßig müsse noch deren verwerfliche Gesinnung zu bejahen sein. Das sei grundsätzlich dann der Fall, wenn die bevorteilte Vertragspartei das Ungleichgewicht erkannt oder sich dieser Erkenntnis fahrlässig verschlossen hat. Da bei einem besonders groben Missverhältnis der Leistungen laut BGH eine tatsächliche Vermutung für die verwerfliche Gesinnung des Bevorteilten besteht, die erst durch besondere Umstände widerlegt werden müsse, ist in der Literatur von einer Renaissance der enormen Verletzung die Rede.

### Frankreich
Im französischen Recht gilt grundsätzlich gemäß Art. 1591 C. civ., dass der Verkaufspreis von den Vertragsparteien bestimmt wird. Art. 1168 C. civ. betont, dass gegenseitiger Vertrag prinzipiell nicht wegen Ungleichwertigkeit der Leistungen nichtig ist. Abgestellt wird auf also nicht auf eine objektive, sondern auf eine subjektive Gerechtigkeit der Leistungen. Ausnahmen davon sind nur in seltenen Fällen möglich. 
Zugunsten der Grundeigentümer hat der Code civil ausnahmsweise ein laesio enormis Anfechtungsrecht des Grundstücksverkäufers vorgesehen (Art. 1674 – 1685 C. civ.), welches besteht, wenn der Verkäufer weniger als fünf Zwölftel des Werts der Immobilie erhalten hat, vgl. Art. 1674 C. civ. Gem. Art. 1678 C. civ. muss diese Abweichung vom Wert von drei Experten in einem gemeinsamen Bericht bewiesen werden. Im Falle des Vorliegens einer laesio enormis steht dem Käufer gem. Art. 1681 Abs. 1 C. civ. ein Wahlrecht zwischen Rücktritt vom Kaufvertrag (Rückgabe der Sache und Rückerhalt des Kaufpreises) oder Aufrechterhalten des Kaufvertrags (Behalten der Sache und Nachzahlung des um 10 % reduzierten Differenzbetrags) zu. Der Anspruch verjährt grundsätzlich innerhalb von zwei Jahren nach Vertragsschluss, Art. 1676 Abs. 1 C. civ.
Das französische Urheberrecht sieht in Art. L. 131-5 C. propr. intell. ferner ein Anfechtungsrecht aufgrund von laesio enormis zugunsten des Urhebers vor, welches ebenfalls auf den Erhalt von weniger als fünf Zwölftel des Werts des Werks abstellt, Art. L. 131-5 Abs. 1 C. propr. intell. In diesem Fall kann der Urheber eine Neuverhandlung der Vergütung verlangen. Voraussetzung dafür ist gem. Art. L. 131-5 Abs. 2 C. propr. intell. allerdings, dass die Vergütung in Form eines Pauschalpreises erfolgte.

### Österreich
Hat bey zweyseitig verbindlichen Geschäften ein Theil nicht einmahl die Hälfte dessen, was er dem andern gegeben hat, von diesem an dem gemeinen Werthe erhalten, so räumt das Gesetz dem verletzten Theile das Recht ein, die Aufhebung, und die Herstellung in den vorigen Stand zu fordern (§ 934 ABGB).
Die „Verkürzung (auch Verletzung) über die Hälfte“ (nach napoleonisch franz. lésion outre moitié) ermöglicht dem Verkürzten also die Aufhebung des Vertrages, wenn zum Zeitpunkt des Vertragsabschlusses der Wert seiner Leistung mehr als doppelt so groß ist wie der Wert der Gegenleistung. Es kommt also auf die objektive Äquivalenz der Leistungen an.
Beispiel: Ein Käufer bezahlt für einen Gebrauchtwagen 10.000 €, welcher aber nur maximal 4.999 € wert ist. Wäre der Gebrauchtwagen genau 5000 € oder gar mehr wert, wäre die Verkürzung über die Hälfte nicht anwendbar.
Der Rechtsbegriff „Verkürzung über die Hälfte“ (Laesio enormis) besagt außerdem, dass eine Schuld spätestens dann erlischt, wenn das Doppelte der ursprünglich geliehenen Summe bezahlt wurde. Darüberhinausgehende Zinsforderungen sind sittenwidrig und damit nichtig. 

#### Rechtsfolgen
Der Verkürzte kann den Vertrag anfechten und die Aufhebung des Vertrages fordern.
Die Aufhebung des Vertrages kann aber vom Vertragspartner des Verkürzten durch Zahlung der Differenz zwischen den Leistungen abgewendet werden (Ersetzungsbefugnis etwa Facultas alternativa).
im Beispiel oben: 10.000 € − 4.999 € = 5001 €

#### Ausnahmen
Der Verkürzte kann den Vertrag nicht anfechten,
- wenn er die Sache aus besonderer Vorliebe übernommen hat (§ 935 ABGB)
- wenn ihm der wahre Wert bekannt war (§ 935 ABGB)
- bei einer gemischten Schenkung (§ 935 ABGB)
- wenn sich der eigentliche Wert nicht (mehr) erheben lässt (§ 935 ABGB)
- wenn er die Sache in einer gerichtlichen Versteigerung erworben hat (§ 935 ABGB)
- bei Glücksverträgen (§ 1268 ABGB)
- bei Vergleichen (§ 1386 ABGB)
- bei der Vermögensaufteilung im Zuge einer einvernehmlichen Scheidung

Die Anwendung des § 934 ABGB kann nicht schon bei Vertragsschluss (wohl aber ggf. danach) ausgeschlossen werden. Die Aufhebung muss innerhalb von drei Jahren ab Vertragsschluss gerichtlich geltend gemacht werden. Zulasten eines Unternehmers kann die Anwendung des § 934 ABGB gemäß § 351 UGB vertraglich ausgeschlossen werden.
Im Falle einer nachträglichen Verkürzung über die Hälfte gilt § 1048 ABGB.

### Schweiz
Das Schweizerische Obligationenrecht ordnet in seinem Art. 21 über „Übervorteilung“ (= enorme Verletzung) folgendes an: 
1. (Abs. 1) »Wird ein offenbares Missverhältnis zwischen der Leistung und der Gegenleistung durch einen Vertrag begründet, dessen Abschluss von dem einen Teil durch Ausbeutung der Notlage, der Unerfahrenheit oder des Leichtsinns des andern herbeigeführt worden ist, so kann der Verletzte innerhalb Jahresfrist erklären, dass er den Vertrag nicht halte, und das schon Geleistete zurückverlangen«.
2. (Abs. 2) »Die Jahresfrist beginnt mit dem Abschluss des Vertrages«.

Die Bestimmung ist bislang nicht häufig angewendet worden, wobei aber doch auf das neuere Leiturteil des Schweizerischen Bundesgerichts BGE 123 III 292 zu verweisen ist.

### Russland
Die russische Rechtsprechung erkennt (zumindest beim Mietvertrag) eine Verpflichtung zur Leistung, welche den Wert der Gegenleistung oder Marktpreise zweifach übersteigt als gegen Art. 10,168 GK RF verstoßend (Gegenstücke zu jeweils §§ 242, 134 BGB).

### Louisiana
Art. 2589 des Louisiana Civil Codes sieht ein Anfechtungsrecht beim Grundstückskauf für den Fall vor, dass die Gegenleistung weniger als eine Hälfte des Marktpreises beträgt.

## Ökonomische Analyse des Rechts
Das Rechtsinstitut wurde aus ökonomischer Perspektive wegen ihrer schlechten Anreizwirkungen abgelehnt. Insbesondere bestehen auf Grund einer laesio enormis keine Anreize, in die Produktion von Information zu investieren, wie z. B. nach Erdöl, unerkannt gebliebenen wertvollen Kunstwerken etc. zu suchen, wenn diese Information auf Grund dieser Bestimmung nicht verwertet werden kann. (Man darf, wie bereits erklärt, das Kunstwerk des bekannten Malers, dessen „wahrer Wert“ 10000,– € beträgt, nicht für den vermuteten Wert von 100,– € erwerben. Ein Angebot von 5001,– € würde dem Eigentümer bereits die wertvolle Information signalisieren, also gratis zur Verfügung stellen.) Wird der Informationskostenersatz von der Rechtsordnung unterbunden, werden Suchkosten nicht aufgewendet, womit die Güter nicht gefunden bzw. die besondere Eigenschaft der Güter nicht erkannt wird. Die unentdeckt gebliebenen Kunstwerke, Erdölvorkommen etc. gehen der sozialen Wohlfahrt verloren.